# Tunggorono (Jombang)
Tunggorono is een bestuurslaag in het regentschap Jombang van de provincie Oost-Java, Indonesië. Tunggorono telt 6301 inwoners (volkstelling 2010).